# Warsaw Cup by Heros 1996
Пarsaw Cup by Heros 1996 — жіночий тенісний турнір, що проходив на відкритих кортах з ґрунтовим покриттям Warszawianka Tennis Centre у Варшаві (Польща). Належав до турнірів 3-ї категорії в рамках Туру WTA 1996. Турнір відбувся вдруге і тривав з 16 до 22 вересня 1996 року. Несіяна Генрієта Надьова здобула титул в одиночному розряді.

## Фінальна частина

### Одиночний розряд
Генрієта Надьова —  Барбара Паулюс 3–6, 6–2, 6–1
- Для Надьової це був єдиний титул за сезон і 1-й — за кар'єру.

### Парний розряд
Ольга Лугіна /  Елена Пампулова —  Александра Фусаї /  Лаура Гарроне 1–6, 6–4, 7–5
- Для Лугіної це був єдиний титул за сезон і 1-й — за кар'єру. Для Пампулової це був єдиний титул за сезон і 2-й - за кар'єру.